# Catherine (Alabama)
Catherine es un lugar designado por el censo ubicado en el condado de Wilcox en el estado estadounidense de Alabama. En el año 2010 tenía una población de 22 habitantes.

## Geografía
Catherine se encuentra ubicado en las coordenadas 32°11′6″N 87°28′8.4″O / 32.18500, -87.469000.